# Городок (Брагинский район)
Городо́к (бел. Гарадок) — упразднённая деревня в Малейковском сельсовете Брагинского района Гомельской области Беларуси. 

## География

### Расположение
В 10 км на восток от Брагина, 38 км от железнодорожной станции Хойники (на ветке Василевичи — Хойники от линии Калинковичи — Гомель), 129 км от Гомеля.

### Водная система
Кругом мелиоративные каналы.

## Транспортная система
Транспортные связи по просёлочной, затем автомобильной дороге Брагин — Лоев. Дома деревянные усадебного типа.

## История
Основана в начале 1920-х годов переселенцами из соседних деревень. В 1930 году организован колхоз «Городок», работала кузница. В составе колхоза «Флаг Ленина» (центр — деревня Заречье).
20 августа 2008 года деревня упразднена.

## Население

### Численность
- 2004 год — 1 двор, 1 житель

### Динамика
- 1930 год — 10 дворов, 50 жителей
- 1959 год — 184 жителя (согласно переписи)
- 2004 год — 1 двор, 1 житель